# P.S My Sunshine
P.S♡MY SUNSHINE – dwudziesty pierwszy singel japońskiej piosenkarki Mai Kuraki, wydany 1 czerwca 2005 roku. Osiągnął 8 pozycję w rankingu Oricon i pozostał na liście przez 5 tygodni, sprzedał się w nakładzie 41 936 egzemplarzy.

## Lista utworów
| Nr | Tytuł                                | Słowa      | Kompozycja      | Aranżacja       | Czas |
| -- | ------------------------------------ | ---------- | --------------- | --------------- | ---- |
| 1. | "P.S♡MY SUNSHINE"                    | Mai Kuraki | Hitoshi Okamoto | Hitoshi Okamoto | 3:54 |
| 2. | "tell me your way"                   | Mai Kuraki | Kōji Gotō       | Kōji Gotō       | 3:41 |
| 3. | "P.S♡MY SUNSHINE~DAY TRACK version~" | Mai Kuraki | Hitoshi Okamoto | YUKI NAKANO     | 4:28 |

## Notowania
| Lista                       | Pozycja |
| --------------------------- | ------- |
| Oricon Daily Singles Chart  | 3       |
| Oricon Weekly Singles Chart | 8       |